# Schron amunicyjny „Pękowice”
Schron amunicyjny „Pękowice” w Krakowie został wzniesiony w latach 1913–1914 według typowego projektu opracowanego przed 1913 roku. Ma konstrukcję kamienno-ceglaną ze stropem stalowo-betonowym, pokrytym blachą. Schron ma jedno duże pomieszczenie magazynowe doświetlone dwoma oknami. Podzielono je ścianką działową z cegły na przedsionek i izbę właściwą. Ścianka działowa ma otwór strzelniczy osłaniający wejście. Stosowano oświetlenie naftowe, lampy umieszczano w niszach ściennych zamykanych oszklonymi drzwiczkami. Wejście do schronu zamykane było dwuskrzydłowymi drzwiami pancernymi i kratą ze stalowych prętów na ramie z kątownika, okna zabezpieczały okiennice pancerne. Obiekt wkomponowany jest w naturalny nasyp ziemny. Schron zachowany jest w złym stanie, elementy wyposażenia zostały zezłomowane, jest mocno zaśmiecony.